# Prothema tibiella
Prothema tibiella là một loài bọ cánh cứng trong họ Cerambycidae.